# NGC 532
NGC 532 je galaksija u zviježđu Ribe.

## Vanjske poveznice
- SEDS: NGC 0532